# Ruthless Records Tenth Anniversary: Decade of Game
Ruthless Records Tenth Anniversary: Decade of Game är ett samlingsalbum släppt 24 mars 1998 av Ruthless Records. På albumet finns några av skivbolagets greatest hits under dom tidigare tio åren. Albumet toppade på plats #119 på Billboard 200 och plats #44 på Top R&B/Hip-Hop Albums.

## Låtlista
| 1.  | "Intro"                            | 0:40 |
| 2.  | "24 Hours to Live" (Eazy-E)        | 4:42 |
| 3.  | "Dopeman" (N.W.A)                  | 5:37 |
| 4.  | "Untouchable" (Above the Law)      | 3:39 |
| 5.  | "Same Ol' Shit" (MC Ren)           | 4:05 |
| 6.  | "Great Tazte-Less Fillaz" (H.W.A.) | 4:32 |
| 7.  | "It's Funky Enough" (The D.O.C.)   | 4:28 |
| 8.  | "Alwayz into Somethin'" (N.W.A)    | 4:29 |
| 9.  | "Fuck What Ya Heard" (MC Ren)      | 4:08 |
| 10. | "I Ain't No Lady" (H.W.A.)         | 3:35 |
| 11. | "Murder Rap" (Above the Law)       | 4:55 |
| 12. | "Real Muthaphuckkin G's" (Eazy-E)  | 5:24 |

| 1.  | "Black Nigga Killa" (Eazy-E)           | 4:47 |
| 2.  | "8 Ball" (N.W.A)                       | 4:48 |
| 3.  | "Final Frontier" (MC Ren)              | 4:11 |
| 4.  | "The Formula" (The D.O.C.)             | 4:10 |
| 5.  | "Black Superman" (Above the Law)       | 4:26 |
| 6.  | "Supersonic" (J. J. Fad)               | 3:55 |
| 7.  | "Boyz-n-the-Hood (Remix)" (Eazy-E)     | 6:40 |
| 8.  | "Something in My Heart" (Michel'le)    | 5:48 |
| 9.  | "Nicety" (Michel'le)                   | 3:23 |
| 10. | "The Grand Finale" (The D.O.C & N.W.A) | 4:38 |
| 11. | "Outro"                                | 1:16 |